# Petrichus sordidus
Petrichus sordidus är en spindelart som beskrevs av Albert Tullgren 1901. Petrichus sordidus ingår i släktet Petrichus och familjen snabblöparspindlar. Inga underarter finns listade i Catalogue of Life.